# Revolution (Bastille)
Revolution is een single van de Britse band Bastille. Het nummer verscheen in juli 2022 als derde single van het album Dreams of the Past.

## Muziekvideo
Een muziekvideo werd uitgebracht op 16 augustus 2022. Deze duurt drie minuten en drie seconden.